# ستيف هانسن
ستيف هانسن (بالإنجليزية: Steve Hansen)‏ الرئيس الأعلى لقرية فيالا (من مواليد 7 مايو 1959) وهو مدرب اتحاد الرغبي النيوزيلندي ولاعب اتحاد الرغبي السابق. ولد في مدينة موسجيل، وتلقى تعليمه في مدرسة أوترام الابتدائية، ومدرسة تايري الثانوية، ومدرسة كرايستشيرش للبنين.  
بدأ هانسن مسيرته التدريبية مع فريق اتحاد الرغبي الإقليمي في كانتربري من عام 1996 إلى عام 2001. خلال فترة رئاسته ،فاز الفريق ببطولة المقاطعات الوطنية عامي 1997 و 2001.
في أعوام 1999 و2000 و2001 كان مساعدًا للمدرب واين سميث ثم روبي دينز في فريق كانتربري كروسادرز.

## روابط خارجية
- ستيف هانسن عل موقع إسبنسكروم (الإنجليزية)